# Emanuele d'Astorga
Emanuele Gioacchino Cesare Rincon, barone d’Astorga, (Augusta, 20 marzo 1680 – Madrid, 1757), è stato un compositore e letterato italiano.

## La vita
Nato ad Augusta, in Sicilia, già da giovanissimo aveva mostrato eccezionali qualità musicali; il suo primo insegnante di musica fu l'abate Omodei della chiesa madre della città, rinomato compositore di musica sacra. All'età di tredici anni, a causa del violento terremoto del Val di Noto del 1693 che distrusse in parte la città natale, si trasferì a Palermo con la famiglia. Nel capoluogo siciliano nel 1698 venne rappresentato il suo primo melodramma: La moglie nemica.
A seguito di gravi problemi familiari e contrasti con il padre ripiegò a Roma presso l'abitazione dell'ambasciatore della Corona di Spagna presso la Santa Sede, Giovan Francesco Paceco, duca di Uzeda. Il nobile spagnolo, già viceré di Sicilia, aveva avuto modo di conoscere ed apprezzare il talento artistico del musicista augustano, e gli era sinceramente amico.
Nel 1707 compose quello che è il suo brano più celebre, lo Stabat Mater; si fece apprezzare negli ambienti culturali dell'epoca per le sue doti di compositore ma anche per le doti di letterario. Nel 1708 si spostò a Genova dove il 21 aprile fu rappresentata una sua opera al teatro Sant'Agostino. Il dramma pastorale Dafni riscosse grande successo, fu replicato in altri teatri europei come Barcellona: il successo fu riportato dalle cronache culturali di allora, introducendolo alla corte di Carlo III che, rimasto entusiasta della musica di D'Astorga, lo volle a Vienna, come musicista di corte, quando diventò Imperatore del Sacro Romano Impero. Nella seconda metà del 1715 ritornò nella città natale, dove il 30 agosto ottenne il titolo di barone per il feudo Ogliastro nel territorio della città. Due anni dopo, all'età di 37 anni, venne eletto senatore di Palermo e nominato governatore dell'Ospedale degli Incurabili, ebbe modo di partecipare e dare il suo contributo alla vita culturale del capoluogo siciliano. Fu tra i fondatori dell'Accademia del Buon Gusto e tra i dirigenti del teatro Santa Cecilia. Lo stesso anno sposò Emanuela Guzzardi, con cui ebbe tre figlie; Giovanna, Felicia e Maria. La vita familiare durò poco; nel 1721 lasciò la Sicilia per Lisbona. Nel 1726 scrisse e pubblicò un libro di dodici cantate in cui espresse la teoria del legame tra suono, ritmo  e melodia espresso dalle parole cantate. Le sue opere ispirarono altri autori. La sua avventurosa vita, che da Augusta lo portò in giro per l'Italia e l'Europa, ebbe fine a Madrid nel 1757.

## Composizioni
- La moglie nemica - melodramma - 1698
- Stabat Mater - cantata da camera - 1707
- Dafni - dramma pastorale - 1708